# Ebo merkeli
Ebo merkeli är en spindelart som beskrevs av Schick 1965. Ebo merkeli ingår i släktet Ebo och familjen snabblöparspindlar. Inga underarter finns listade i Catalogue of Life.